# Pseudomyrmex satanicus
Pseudomyrmex satanicus is een mierensoort uit de onderfamilie van de Pseudomyrmecinae. De wetenschappelijke naam van de soort is voor het eerst geldig gepubliceerd in 1942 door Wheeler, W.M..